# Nokia 7.2
Nokia 7.2 е Android смартфон от среден клас, разработен от Nokia. Наследник е на модела Nokia 7.1. Nokia 7.2 отличени с награда CES 2020 Innovation Awards Honorees.

## История
Nokia 7.2 е представен на изложение за потребителска електроника IFA 2019 в Берлин на 5 септември 2019 г. и пуснат в продажба на 23 септември 2019 г.

## Спецификации
Nokia 7.2 има процесор Snapdragon 660. Телефонът е снабден с 6,3-инчов дисплей с висока резолюция (Full HD+) и има съотношение 19:9.
Nokia 7.2 има тройна задна основна камера с оптика на Zeiss – 48-мегапикселова плюс 8-мегапикселова плюс 5-мегапикселова. Камерата отпред е 20-мегапикселова. Камерата на Nokia 7.2 получи оценка в DxOMark от 85 точки.
По отношение на оперативната памет Nokia 7.2 разполага с варианти от 4 GB или 6 GB памет. Вградената памет за съхранение е от 64 GB или 128 GB с възможност за поставяне на външна памет (microSD).
Nokia 7.2 работи на Android Pie (9.0).

## Отзиви
Nokia 7.2 получава критики относно някои аспекти на камерата – например липсата на оптична стабилизация.